# Eyes Shut
Eyes Shut is een nummer van het Britse synthpoptrio Years & Years uit 2015. Het is de zevende en laatste single van hun debuutalbum Communion.
"Eyes Shut" is een electropop-ballad. Het nummer werd een bescheiden hitje op de Britse eilanden, in Vlaanderen en Slovenië. In het Verenigd Koninkrijk bereikte het nummer de 17e positie, en in Vlaanderen kwam het tot de 3e positie in de Tipparade.